# Кросби, Дэвид
Дэвид Ван Кортленд Кросби (14 августа 1941[…], Лос-Анджелес, Калифорния, США — 18 января 2023, Санта-Инес, Калифорния) — американский гитарист, певец и автор песен. Актёр. Кроме сольной карьеры известен как участник и сооснователь трех групп: The Byrds; Crosby, Stills, Nash & Young (до прихода Нила Янга — Crosby, Stills & Nash) и CPR.
Кросби был введён в Зал славы рок-н-ролла дважды: один раз за его работу в The Byrds и один раз по своей работе с Crosby, Stills & Nash.

## Биография
Дэвид Ван Кортленд Кросби родился 14 августа 1941 в Лос-Анджелесе, Калифорния. В подростковые годы Дэвид и его брат Этан начали выступать в клубах и кафе Санта-Барбары, где жила семья Кросби, а уже в 60-е Дэйв выбрал свой собственный путь, и несколько лет он провёл, переезжая из города в город в поисках работы, до тех пор, пока не познакомился с фолк-исполнителем Роджером МакГуинном, с которым они основали группу The Byrds. Их популярность достигла феноменального уровня, а уникальный синтез звучания, внесённый группой в музыкальную индустрию, был назван фолк-роком. Будучи певцом, басистом и автором песен, упорный Кросби часто пытался брать на себя бразды правления. В 1968 году из-за разлада отношений с другими участниками он покидает группу, чтобы реализовать иные возможности.
Некоторое время он проводит во Флориде, сопутствуя начинающей исполнительнице Джони Митчелл и помогая ей в записи первого альбома. Митчелл познакомила его с Нилом Янгом и Стивеном Стиллзом, участниками группы Buffalo Springfield(в тот момент группа была на грани распада). Это знакомство положило начало сотрудничеству между музыкантами: Стиллз и Кросби стали играть вместе, вскоре к ним присоединился Грэм Нэш, после чего трио образовало группу Crosby, Stills & Nash. Время от времени к ним будет присоединяться и Нил Янг.
За свою карьеру, которая насчитывает более трёх десятилетий, Кросби накопил множество золотых и платиновых дисков. Однако успех Кросби часто омрачался его личными проблемами. Он всю жизнь боролся с наркотической зависимостью. За хранение наркотиков Дэвида неоднократно арестовывали.
В 1989 году у Кросби вновь появляется желание заняться музыкой, и он ненадолго воссоединяется с МакГуинном и Хиллманом. Они выступали под старым названием (The Byrds) и записали четыре песни.
В 1987 году Кросби женился на Джейн Дэнс, которая родила ему сына Дьянго. У него есть дочь Энн от предыдущих отношений с Дебби Донован. Не так давно Кросби также обнаружил, что у него есть сын, Джеймс Раймонд, от кратких отношений с неназванной женщиной. Раймонд — опытный музыкант, который теперь играет совместно со своим отцом в группе CPR (Crosby, Pevar & Raymond).
В 2000 году появились заголовки о том, что певица Мелисса Этеридж родила (методом искусственного оплодотворения) и воспитывает двух детей Дэвида Кросби.

## Дискография
см. также дискографию The Byrds, Crosby, Stills, Nash & Young, Crosby, Stills & Nash

### Студийные альбомы
| Название                         | Информация                                                                            | Позиция в чартах |
| Название                         | Информация                                                                            | US               |
| -------------------------------- | ------------------------------------------------------------------------------------- | ---------------- |
| If I Could Only Remember My Name | - Выпущен: 22 Февраля 1971 - Лейбл: Atlantic Records - Формат: CD, digital download   | 12               |
| Oh Yes I Can                     | - Выпущен: 23 января 1989 - Лейбл: A&M Records - Формат: CD, digital download         | 104              |
| Thousand Roads                   | - Выпущен: 4 Maя 1993 - Лейбл: Atlantic Records - Формат: CD, digital download        | 133              |
| Croz                             | - Выпущен: 28 января 2014 - Лейбл: Blue Castle Records - Формат: CD, digital download | 36               |
| Lighthouse                       | - Выпущен: 21 октябрь 2016 - Лейбл: GroundUP Music - Формат: CD, digital download     | 117              |

## Фильмография
- В 1990 годы он выступал приглашенной звездой в нескольких эпизодах The John Larroquette Show.
- В 1991 году сыграл роль пирата в фильме «Капитан Крюк»
- В 1991 году сыграл роль хиппи из 70-х в фильме Обратная тяга.
- В 1992 году снялся в фильме Громовое сердце.
- Озвучил самого себя в двух эпизодах мультсериала «Симпсоны»:

Marge in Chains и Homer's Barbershop Quartet.